# Too Soon
A „Too Soon” az amerikai rapper Juice Wrld középlemeze, melyet Lil Peep és XXXTentacion amerikai rapperek emlékére készített. Az EP két dalt tartalmaz a Legends-et, és a Rich And Blind-ot. 2018. június 20-án adta ki mindkét dalt, 2 nappal XXXTentacion rapper halála után.
Az Amerikai Hanglemezgyártók Szövetségétől, a Legends platina, míg a Rich And Blind arany minősítést kapott.

## Háttér
Lil Peep, aki drog túladagolásban vesztette életét, és XXXTentacion, aki egy rablás áldozata lett, az ő emlékükre készítette ezt az EP-t.
Miután Juice Wrld 2019. december 8-án, 21 évesen, epilepsziás roham miatt életét vesztette, állítólag a Legends című számának dalszövegével megjósolta halálát: „Mi a 27-esek klubja? / Mi nem haladjuk meg a 21.-et.”

## „Legends”
A dal először 2018-ban 65-ként debütált a Billboard Hot 100-on, aztán Juice Wrld halála után a dal újra bekerült a listába 29-ként, December 20-án a halálát követő héten.

### Értékesítések
| Ország                | Lemezek  | Eladások  |
| --------------------- | -------- | --------- |
| Ausztrália (ARIA)     | Gold     | 35 000    |
| Kanada (Music Canada) | Gold     | 40 000    |
| USA (RIAA)            | Platinum | 1 000 000 |

## Nézettség YouTube-on
| Sorszám   | Név            | Időtartam | Nézettség (2020. júliusa) |
| --------- | -------------- | --------- | ------------------------- |
| 1.        | Legends        | 3:11      | 63 961 000                |
| 2.        | Rich And Blind | 3:49      | 32 009 000                |
| Összesen: |                | 7:00      | 95 970 000                |